# Incisalia irus
Incisalia irus is een vlinder uit de familie van de Lycaenidae. De wetenschappelijke naam van de soort werd als Polyommatus irus in 1823 gepubliceerd door Godart.